# Tatsuya Yazawa
Tatsuya Yazawa (Shizuoka, 3 oktober 1984) is een Japans voetballer.

## Clubcarrière
Yazawa speelde tussen 2003 en 2012 voor Kashiwa Reysol, JEF United Ichihara Chiba en FC Tokyo. Hij tekende in 2012 bij JEF United Ichihara Chiba.